# Vuelta a Andalucía 1988
La Vuelta a Andalucía 1988, trentaquattresima edizione della corsa ciclistica, si svolse dal 2 al 7 febbraio 1988 su un percorso di 828 km ripartiti in 5 tappe più un cronoprologo. Fu vinta dal belga Edwig Van Hooydonck della Superconfex-Yoko davanti allo spagnolo Jesús Blanco Villar e all'olandese Maarten Ducrot.

## Tappe
| Tappa  | Data       | Percorso                            | km    | Vincitore di tappa   | Leader cl. generale |
| ------ | ---------- | ----------------------------------- | ----- | -------------------- | ------------------- |
| Prol.  | 2 febbraio | Cadice > Cadice (cron. individuale) | 4.6   | Edwig Van Hooydonck  | Edwig Van Hooydonck |
| 1ª     | 3 febbraio | Cadice > Dos Hermanas               | 159.6 | Noël Dejonckheere    | Edwig Van Hooydonck |
| 2ª     | 4 febbraio | Écija > Jaén                        | 164   | Giuseppe Saronni     | Edwig Van Hooydonck |
| 3ª     | 5 febbraio | Granada > Roquetas de Mar           | 193   | Alfonso Gutierrez    | Edwig Van Hooydonck |
| 4ª     | 6 febbraio | Roquetas de Mar > Malaga            | 169.8 | Jose Enrique Carrera | Edwig Van Hooydonck |
| 5ª     | 7 febbraio | Malaga > Granada                    | 136.5 | Adrie van der Poel   | Edwig Van Hooydonck |
| Totale | Totale     | Totale                              | 828   |                      |                     |

## Dettagli delle tappe

### Prologo
- 2 febbraio: Cadice > Cadice (cron. individuale) – 4,6 km

| Pos. | Corridore           | Squadra     | Tempo |
| ---- | ------------------- | ----------- | ----- |
| 1    | Edwig Van Hooydonck | Superconfex | 5'29" |
| 2    | Miguel Indurain     | Reynolds    | a 4"  |
| 3    | Jesús Blanco Villar | Teka        | s.t.  |

| Pos. | Corridore           | Squadra     | Tempo |
| ---- | ------------------- | ----------- | ----- |
| 1    | Edwig Van Hooydonck | Superconfex |       |

### 1ª tappa
- 3 febbraio: Cadice > Dos Hermanas – 159,6 km

| Pos. | Corridore         | Squadra    | Tempo    |
| ---- | ----------------- | ---------- | -------- |
| 1    | Noël Dejonckheere | Seur       | 4h24'34" |
| 2    | Benny Van Brabant | Zahor      | s.t.     |
| 3    | Marcel Arntz      | Caja Rural | s.t.     |

| Pos. | Corridore           | Squadra     | Tempo |
| ---- | ------------------- | ----------- | ----- |
| 1    | Edwig Van Hooydonck | Superconfex |       |

### 2ª tappa
- 4 febbraio: Écija > Jaén – 164 km

| Pos. | Corridore         | Squadra   | Tempo    |
| ---- | ----------------- | --------- | -------- |
| 1    | Giuseppe Saronni  | Del Tongo | 4h08'53" |
| 2    | Benny Van Brabant | Zahor     | s.t.     |
| 3    | Luca Gelfi        | Del Tongo | s.t.     |

| Pos. | Corridore           | Squadra     | Tempo |
| ---- | ------------------- | ----------- | ----- |
| 1    | Edwig Van Hooydonck | Superconfex |       |

### 3ª tappa
- 5 febbraio: Granada > Roquetas de Mar – 193 km

| Pos. | Corridore            | Squadra | Tempo    |
| ---- | -------------------- | ------- | -------- |
| 1    | Alfonso Gutierrez    | Teka    | 4h41'38" |
| 2    | Paolo Rosola         | Gewiss  | s.t.     |
| 3    | F. J. Quevedo Prades | CLAS    | s.t.     |

| Pos. | Corridore           | Squadra     | Tempo |
| ---- | ------------------- | ----------- | ----- |
| 1    | Edwig Van Hooydonck | Superconfex |       |

### 4ª tappa
- 6 febbraio: Roquetas de Mar > Malaga – 169,8 km

| Pos. | Corridore            | Squadra  | Tempo    |
| ---- | -------------------- | -------- | -------- |
| 1    | José Enrique Carrera | Reynolds | 5h31'15" |
| 2    | Benny Van Brabant    | Zahor    | s.t.     |
| 3    | Roberto Pagnin       | Gewiss   | s.t.     |

| Pos. | Corridore           | Squadra     | Tempo |
| ---- | ------------------- | ----------- | ----- |
| 1    | Edwig Van Hooydonck | Superconfex |       |

### 5ª tappa
- 7 febbraio: Malaga > Granada – 136,5 km

| Pos. | Corridore            | Squadra     | Tempo    |
| ---- | -------------------- | ----------- | -------- |
| 1    | Adrie van der Poel   | PDM         | 3h57'17" |
| 2    | Edwig Van Hooydonck  | Superconfex | s.t.     |
| 3    | F. J. Quevedo Prades | CLAS        | s.t.     |

| Pos. | Corridore           | Squadra     | Tempo     |
| ---- | ------------------- | ----------- | --------- |
| 1    | Edwig Van Hooydonck | Superconfex | 22h49'05" |
| 2    | Jesús Blanco Villar | Teka        | a 4"      |
| 3    | Maarten Ducrot      | Superconfex | a 11"     |

## Classifiche finali

### Classifica generale
| Pos. | Corridore            | Squadra             | Tempo     |
| ---- | -------------------- | ------------------- | --------- |
| 1    | Edwig Van Hooydonck  | Superconfex-Yoko    | 22h49'05" |
| 2    | Jesús Blanco Villar  | Teka                | a 4"      |
| 3    | Maarten Ducrot       | Superconfex-Yoko    | a 11"     |
| 4    | Adrie van der Poel   | PDM-Ultima-Concorde | a 12"     |
| 5    | Luca Gelfi           | Del Tongo-Colnago   | a 13"     |
| 6    | José Enrique Carrera | Reynolds            | a 15"     |
| 7    | Acácio da Silva      | Kas-Canal 10        | a 16"     |
| 8    | Jörg Müller          | PDM-Ultima-Concorde | a 18"     |
| 9    | Leo Wellens          | Seur-Campagnolo     | a 19"     |
| 10   | Giuseppe Saronni     | Del Tongo-Colnago   | a 21"     |